# Callispa nagaja
Callispa nagaja es un insecto coleóptero de la familia Chrysomelidae.
Fue descrita científicamente por primera vez en 1919 por Maulik.